# Chlorid hořečnatý
Chlorid hořečnatý (chemický vzorec MgCl2) je bílá, hygroskopická látka, která tvoří několik hydrátů s obecným vzorcem MgCl2•x(H2O). Tato sloučenina je typický iontový halogenid, který se velmi dobře rozpouští ve vodě. Chlorid hořečnatý se získává z mořské vody. Bezvodý chlorid hořečnatý se používá na výrobu kovového hořčíku.

## Použití
- Hexahydrát farmaceutické čistoty lze užívat jako doplněk stravy co by zdroj hořčíku, a sice v množství 2-3g/den. Koncentrovaný roztok má hořkou chuť, dostatečně zředěný je spíše mírně slaný.[zdroj⁠?!]
- Vodný roztok se používá k plnění nemrznoucích směsí. Také se používá k plnění pneumatik jakožto zátěže traktorů.[zdroj?]
- Elektrolýzou taveniny chloridu hořečnatého se vyrábí kovový hořčík.
- Je jednou ze složek PCR: rozpuštěný v roztoku poskytuje hořečnaté ionty, které jsou kofaktorem polymerázy.

V některých zemích (například v České republice a Slovinsku) se v nepatrném rozsahu používá jako posypová sůl (resp. příměs) pro zimní posyp. Je však vhodný pouze pro likvidační posyp, nikoliv pro preventivní posyp.

## Výroba
Chlorid hořečnatý je možné vyrobit například neutralizací hydroxidu hořečnatého kyselinou chlorovodíkovou:
Mg(OH)2 + 2HCl → MgCl2 + 2H2O
další možností přípravy je spalování kovového hořčíku v chloru:
Mg + Cl2 → MgCl2